# Palimpsest (geologia)
En geologia, un palimpsest és una característica geogràfica composta per estructures superposades creades en diferents moments. Els glaciòlegs comencen a utilitzar palimpsest per descriure indicadors de flux glacial contradictoris, que solen estar formats per indicadors més petits (és a dir, estries) sobreimpresos sobre característiques més grans.
El nom sorgeix per analogia a un palimpsest medieval, una pàgina manuscrita en un pergamí reutilitzada en la qual de vegades es pot desxifrar el text anterior.

## Geografia física

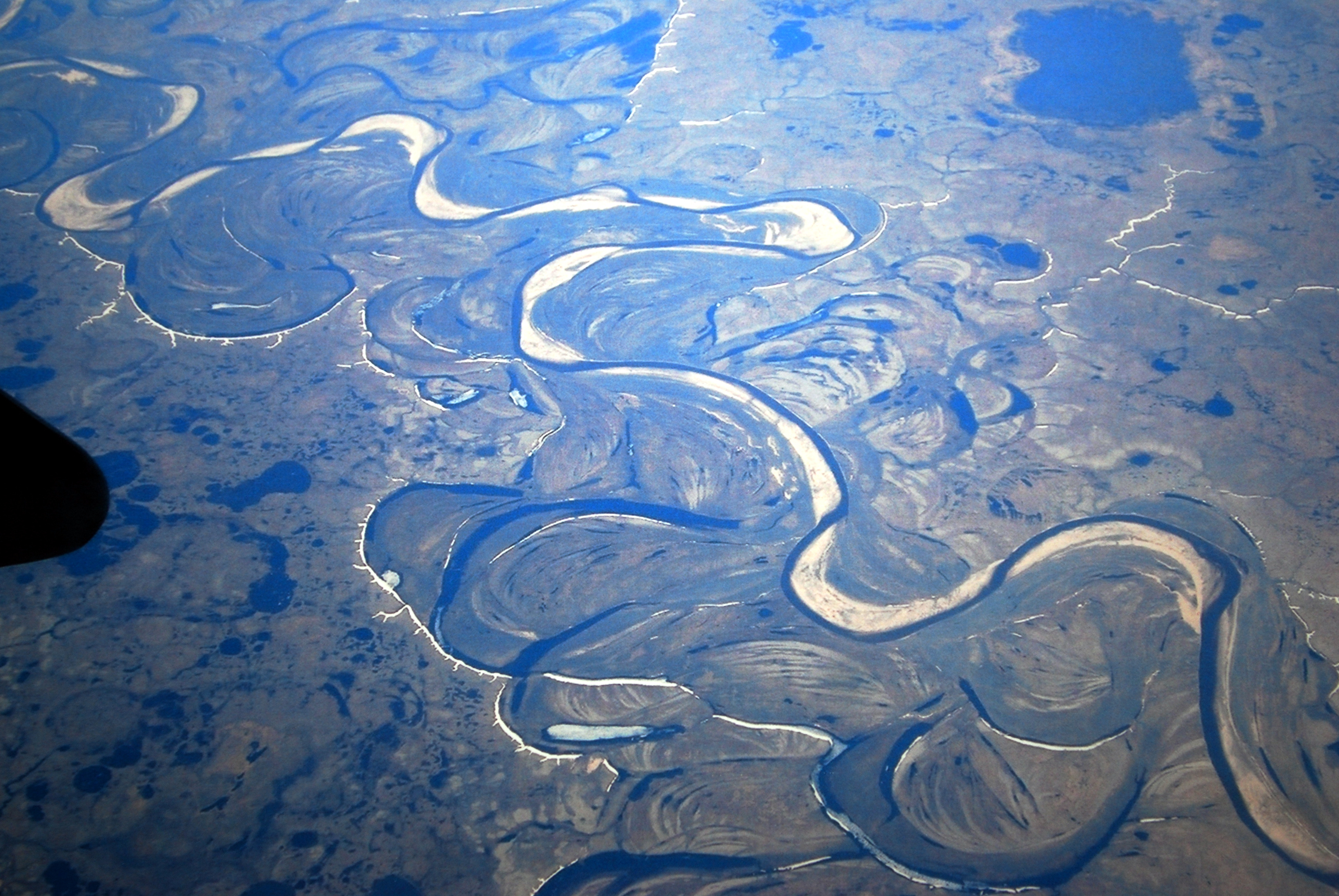
Meandres actius i abandonats en un riu d'elevada sinuositat de la península de Iamal (Rússia)

En geografia física, un paisatge palimpsest es caracteritza perquè les diferents formes de relleu que el componen són de diferents èpoques, amb elements en superfície molt joves que estan sent modelats actualment (com per exemple, alguns fenòmens propis de la dinàmica fluvial), i altres formes de relleu de molta més edat (de vegades milions d'anys), que es van formar en condicions climàtiques o per processos que ja no són presents, anomenats «relictes».
En conseqüència, la majoria dels paisatges són el fruit de la suma de formacions terrestres actives i relictes (inactius) de diferents edats, acumulades en una sèrie d'estrats cronològics. Les successions d'esdeveniments amb capacitat de modificar el paisatge (com ara el canvi climàtic, les glaciacions, els despreniments de terra o la desforestació) poden tenir diferents manifestacions espacials i temporals, i també pot produir efectes molt desiguals, en funció de la seva durada i la seva intensitat.
Els paisatges palimpsests són expressions multidimensionals de la interacció entre processos físics i humans, raó per la qual el seu estudi presenta un interès especial. Una qüestió clau que dificulta la identificació dels elements relictes als paisatges palimpsests, és la correcta interpretació dels seus processos formatius, configuració climàtica o mediambiental i la seva edat. Així mateix, paisatges de tot el món han estat fortament afectats per l'activitat humana, tant pel desenvolupament de l'agricultura (des de fa uns 7000 anys) com pel de la mineria a gran escala (des de fa més de 2000 anys).
Les glaciacions són esdeveniments molt significatius en la conformació del paisatge pel fet que són agents erosius de gran abast, per la qual cosa poden modificar dràsticament a escala regional la geomorfologia del paisatge. En aquest sentit, hi ha exemples notables que han estat identificats a Escandinàvia, o a l'oest de Cornualla (al sud-oest d'Anglaterra).

## Glaciologia
S'han realitzat diversos estudis dedicats a la identificació de paisatges palimpsests en àrees que van ser cobertes per glaceres durant el període Quaternari (fa entre 1,8 milions i 10.000 anys). Això és degut al fet que les glaceres poden preservar selectivament algunes superfícies de terra, mentre que la majoria dels altres factors conformadors del paisatge normalmanete alteren la seva superfície per complet, esborrant generalment els rastres dels canvis més antics.
L'estudi dels palimpsests està començant a ser utilitzat pels glaciolegs per analitzar indicadors de flux glacial aparentment contradictoris, normalment formats per indicadors petits (per exemple, estries) marcats sobre estructures més grans (com ara les zones d'enderrocs procedents de col·lisions; o els drumlins, turons llargs i estrets d'origen glacial).